# Le Portel
Le Portel és un municipi francès situat al departament del Pas de Calais i a la regió dels Alts de França. L'any 2007 tenia 10.232 habitants.

## Demografia

### Població
El 2007 la població de fet de Le Portel era de 10.232 persones. Hi havia 4.061 famílies de les quals 1.273 eren unipersonals (427 homes vivint sols i 846 dones vivint soles), 994 parelles sense fills, 1.244 parelles amb fills i 550 famílies monoparentals amb fills.
La població ha evolucionat segons el següent gràfic:
Habitants censats

### Habitatges
El 2007 hi havia 4.485 habitatges, 4.167 eren l'habitatge principal de la família, 116 eren segones residències i 202 estaven desocupats. 2.310 eren cases i 2.153 eren apartaments. Dels 4.167 habitatges principals, 1.667 estaven ocupats pels seus propietaris, 2.414 estaven llogats i ocupats pels llogaters i 86 estaven cedits a títol gratuït; 26 tenien una cambra, 393 en tenien dues, 721 en tenien tres, 1.086 en tenien quatre i 1.940 en tenien cinc o més. 1.500 habitatges disposaven pel capbaix d'una plaça de pàrquing. A 1.905 habitatges hi havia un automòbil i a 705 n'hi havia dos o més.

### Piràmide de població
La piràmide de població per edats i sexe el 2009 era:
| Homes | Edats   | Dones |
| ----- | ------- | ----- |
| 0     | 95 o +  | 8     |
| 12    | 90 a 94 | 28    |
| 44    | 85 a 89 | 96    |
| 60    | 80 a 84 | 132   |
| 108   | 75 a 79 | 232   |
| 104   | 70 a 74 | 212   |
| 244   | 65 a 69 | 304   |
| 168   | 60 a 64 | 272   |
| 148   | 55 a 59 | 224   |
| 332   | 50 a 54 | 300   |
| 316   | 45 a 49 | 372   |
| 360   | 40 a 44 | 372   |
| 420   | 35 a 39 | 380   |
| 336   | 30 a 34 | 368   |
| 380   | 25 a 29 | 368   |
| 353   | 20 a 24 | 360   |
| 400   | 15 a 19 | 317   |
| 388   | 10 a 14 | 520   |
| 464   | 5 a 9   | 468   |
| 384   | 0 a 4   | 364   |

## Economia
El 2007 la població en edat de treballar era de 6.398 persones, 4.075 eren actives i 2.323 eren inactives. De les 4.075 persones actives 3.176 estaven ocupades (1.817 homes i 1.359 dones) i 899 estaven aturades (415 homes i 484 dones). De les 2.323 persones inactives 631 estaven jubilades, 636 estaven estudiant i 1.056 estaven classificades com a «altres inactius».

### Ingressos
El 2009 a Le Portel hi havia 4.110 unitats fiscals que integraven 10.247 persones, la mediana anual d'ingressos fiscals per persona era de 13.024 €.

### Activitats econòmiques
Dels 299 establiments que hi havia el 2007, 4 eren d'empreses extractives, 18 d'empreses alimentàries, 2 d'empreses de fabricació de material elèctric, 2 d'empreses de fabricació d'elements pel transport, 8 d'empreses de fabricació d'altres productes industrials, 17 d'empreses de construcció, 77 d'empreses de comerç i reparació d'automòbils, 12 d'empreses de transport, 30 d'empreses d'hostatgeria i restauració, 3 d'empreses d'informació i comunicació, 16 d'empreses financeres, 11 d'empreses immobiliàries, 27 d'empreses de serveis, 49 d'entitats de l'administració pública i 23 d'empreses classificades com a «altres activitats de serveis».
Dels 60 establiments de servei als particulars que hi havia el 2009, 1 era una oficina del servei públic d'ocupació, 1 gendarmeria, 1 oficina de correu, 5 oficines bancàries, 2 tallers de reparació d'automòbils i de material agrícola, 1 taller d'inspecció tècnica de vehicles, 3 autoescoles, 2 paletes, 1 guixaire pintor, 3 fusteries, 3 lampisteries, 5 electricistes, 11 perruqueries, 1 veterinari, 2 agències de treball temporal, 11 restaurants, 3 agències immobiliàries, 1 tintoreria i 3 salons de bellesa.
Dels 35 establiments comercials que hi havia el 2009, 3 eren supermercats, 1 un supermercat, 1 una gran superfície de material de bricolatge, 3 botiges de menys de 120 m², 11 fleques, 1 una fleca, 2 peixateries, 1 una peixateria, 4 botigues de roba, 1 una botiga de roba, 1 una botiga d'equipament de la llar, 2 botigues d'electrodomèstics, 1 una botiga de material esportiu, 1 una perfumeria i 2 floristeries.

## Equipaments sanitaris i escolars
El 2009 hi havia 1 centre de salut, 6 farmàcies i 1 ambulància.
El 2009 hi havia 4 escoles maternals i 4 escoles elementals. A Le Portel hi havia 1 col·legi d'educació secundària i 1 liceu tecnològic. amb 721 alumnes.

## Poblacions més properes
El següent diagrama mostra les poblacions més properes.